# Gienierał
Gienierał (oryg. Генерал) – rosyjski film wojenny z 1992 roku w reżyserii Igora Nikołajewa. Scenariusz filmu oparty został na biografii radzieckiego generała Aleksandra Gorbatowa i poświęcony został jego pamięci.   

## Opis fabuły
Marzec 1941 roku. Skazany na wieloletnie więzienie kombryg Gorbatow zostaje zwolniony z Łubianki i niedługo potem dowodzi jednostką na froncie. Jest zdolnym dowódcą i szybko awansuje – wkrótce jest już generałem-porucznikiem i dowodzi armią. Spośród innych radzieckich dowódców, z samym Żukowem łącznie, wyróżnia się zrozumieniem realiów nowoczesnego pola walki, niezależnością sądów i decyzji oraz umiejętością przekonywania do nich swoich zwierzchników. Wojna trwa, a Gorbatowowi nieustannie przychodzi mierzyć się nie tylko z niemieckimi najeźdźcami, ale również z wszechwładzą oficerów politycznych, ignorancją dowódców.  
Film na przykładzie biografii Gorbatowa ukazuje obraz Armii Czerwonej (jej ogólnie niski poziom bojowy, proces dowodzenia skrępowany wytycznymi Stawki i tow. Stalina) w pierwszych miesiącach wojny ojczyźnianej. W tle jego głównej fabuły można zauważyć motyw czystek stalinowskich w armii lat 30. XX w., m.in. uwięzienie Gorbatowa i wielu jego przyjaciół – bohaterów wojny domowej.  

## Obsada aktorska
- Władimir Gostiuchin – gen. Gorbatow
- Irina Akułowa – Nina Gorbatowa (żona)
- Aleksiej Żarkow – Mechlis
- Aleksandr Choczinski – Boris Pasternak
- Władimir Mieńszow – marsz. Żukow
- Igor Szapowałow – marsz. Timoszenko
- Jewgienij Karielskich – marsz. Rokossowski
- Wasilij Popow – gen. Gurtjew
- Swietłana Konowałowa – Tatjana Jurjewna (wdowa po kombrygu Uszakowie)
- Władimir Romanowski – Chruszczow

i inni.